# Ельчин, Антон Викторович
Анто́н Ви́кторович Е́льчин (англ. Anton Yelchin; 11 марта 1989, Ленинград, СССР — 19 июня 2016, Лос-Анджелес, Калифорния, США) — американский актёр.

## Ранние годы
Родился 11 марта 1989 года в Ленинграде в еврейской семье. Родители, Виктор Аркадьевич Ельчин (род. 1949) и Ирина Григорьевна Ельчина (в девичестве Корина, род. 1957), были профессиональными фигуристами в парном катании. Дед, Арон Айзикович Ельчин, был футболистом первого состава (1946) и тренером СКА Хабаровск.
12 сентября 1989 года, когда Антону было полгода, семья Ельчиных эмигрировала в США, где уже несколько лет жил его дядя — художник-иллюстратор Евгений Ельчин. Позже отец стал работать тренером по фигурному катанию (он был первым тренером Саши Коэн), а мать — хореографом ледовых шоу.

В статье, опубликованной в газете Los Angeles Times в декабре 1989 года, мать Ельчина рассказала: 
Подошла женщина, увидела Антона и сказала: «Он красивый. Он будет актёром».
 Сам Ельчин говорил, что фигурное катание ему не очень хорошо давалось .
Он посещал Центр глубоких исследований Шермана Оукса в Тарзане, штат Калифорния, затем поступил в Университет Южной Калифорнии.
Ельчин родился с муковисцидозом. Однако подробности его состояния были раскрыты только в 2017 году фондом, созданным в его честь .

## Карьера
Дебютом в кино для Ельчина стала роль в фильме «A Man Is Mostly Water». Затем последовали роли в фильмах «Время для танцев», «Ангел-хранитель», «Тайны прошлого» и «Заложник». В 2001 году выходят две картины с участием Антона, «Сердца в Атлантиде» и «И пришёл паук», за последнюю он получил премию Молодой актёр. Он также пробовался на роль Гарри Поттера.
В телесериале «Доктор Хафф» Ельчин сыграл Берда Хаффстодта. В 2004 году он снялся в четвертом сезоне сериала «Умерь свой энтузиазм» в роли Стюарта, кузена Шерил Дэвид. В 2006 году он сыграл ученика, который влюбляется в свою учительницу в сериале «Закон и порядок: Преступное намерение». Он также появился в эпизоде сериала «Мыслить как преступник».
В том же году выходит драма «Альфа Дог», в которой Ельчин сыграл Зака Мазурски. Прототипом данного персонажа послужил Николас Марковиц. Газета USA Today описала игру Ельчина как «душераздирающе милую». После премьеры фильма мать Марковица похвалила его за реалистичную игру. Затем Ельчин сыграл главную роль в триллере «Жестокие люди», который вышел ограниченным тиражом 7 сентября 2007 года. В 2008 году он снова сыграл главную роль в фильме «Проделки в колледже». Он также снялся в фильмах «Ты и я» и «На полпути в никуда».
Ельчин сыграл роли второго плана в двух блокбастерах, вышедших в мае 2009 года: «Звездный путь» и «Терминатор: Да придёт спаситель».
В 2011 году он сыграл Чарли Брюстера в фильме ужасов «Ночь страха» и в романтической драме «Как сумасшедший». Затем озвучил Неуклюжего Смурфа в мультфильме «Смурфики» и его сиквеле.
В 2013 году Антон снова сыграл роль Чехова в фильме «Стартрек: Возмездие». Затем последовала главная роль в триллере «Странный Томас», в комедии «Моя девушка — зомби» и мелодраме «С 5 до 7. Время любовников». В 2015 году Ельчин снялся в независимом фильме ужасов «Зеленая комната», премьера которого состоялась в том же году на Каннском кинофестивале и получила ограниченный релиз в мае 2016 года.
Незадолго до своей смерти Ельчин снова сыграл роль Чехова в фильме «Стартрек: Бесконечность», который вышел на экраны 22 июля 2016 года. Он закончил съемки нескольких независимых фильмов, которые были выпущены посмертно. Последней работой Ельчина стало озвучивание персонажа Джима в мультфильме Гильермо дель Торо «Охотники на троллей: Истории Аркадии».

## Личная жизнь
Антон Ельчин любил играть на гитаре, — говорил, что это даёт ему «чувство глубокого удовлетворения», а также являлся поклонником акустического блюза. Он участвовал в работе Центра Шерман Оукс для углублённых исследований в Тарзане, Калифорния, и осенью 2007 года поступил в Университет Южной Калифорнии для изучения кинематографии.
В 2019 году вышел документальный фильм «С любовью, Антоша». Лента рассказывает о борьбе Ельчина с муковисцидозом, актёрской карьере и отношениях с родителями. Премьера состоялась 28 января 2019 года на кинофестивале «Сандэнс». В российский прокат лента вышла 26 сентября 2019 года. 

## Смерть
Утром 19 июня 2016 года Ельчин был найден мёртвым около своего дома в Студио-Сити, Лос-Анджелес. Тело актёра обнаружили его друзья. Как впоследствии выяснилось, Ельчин вышел из своего автомобиля Jeep Grand Cherokee, поставил переключатель передач на стоянку (P), и АКПП сама разблокировалась. Тело актёра оказалось зажато между бампером поехавшего автомобиля и кирпичной колонной.
Ранее в апреле того же года, до происшествия, эта модель автомобиля (согласно правительственным архивам) была отозвана производителем после того, как федеральные регуляторы обнаружили, что устройство системы переключения передач может ввести водителя в заблуждение и, возможно, привести к самопроизвольному передвижению транспортного средства.
24 июня 2016 года был похоронен на еврейском кладбище Маунт Синай. Затем в связи с запретом на установку скульптур на этом кладбище Ельчин был перезахоронен на кладбище Hollywood Forever, где на его могиле был установлен надгробный бронзовый памятник, представляющий собой статую актёра в полный рост.

## Фильмография
| Год       |     | Русское название                        | Оригинальное название               | Роль                                  |
| --------- | --- | --------------------------------------- | ----------------------------------- | ------------------------------------- |
| 2000      | с   | Скорая помощь                           | ER                                  | Робби Эдельштейн                      |
| 2000      | тф  | Джеппетто                               | Geppetto                            |                                       |
| 2000      | ф   | Человек состоит в основном из воды      | англ. A Man Is Mostly Water         | Оджи                                  |
| 2000      | ф   | Умерь свой энтузиазм                    | англ. Curb Your Enthusiasm          | Стюарт                                |
| 2000      | ф   | Время танцевать                         | англ. A Time for Dancing            | Джексон Майклс                        |
| 2001      | ф   | Ангел-хранитель                         | англ. Delivering Milo               | Майло                                 |
| 2001      | ф   | 15 минут славы                          | 15 Minutes                          | мальчик в горящем здании              |
| 2001      | ф   | И пришёл паук                           | Along Came a Spider                 | Дмитрий Стародубов                    |
| 2001      | ф   | Сердца в Атлантиде                      | Hearts in Atlantis                  | Бобби Гарфилд                         |
| 2002      | с   | Практика                                | The Practice                        | Джастин Лэнджер                       |
| 2002      | с   | Справедливая Эми                        | Judging Amy                         | Дэвид Бишоп                           |
| 2002      | с   | Похищенные                              | Taken                               | Джейкоб Кларк в детстве               |
| 2004      | с   | Полиция Нью-Йорка                       | NYPD Blue                           | Эван Граббер                          |
| 2004      | ф   | Джек                                    | Jack                                | Джек                                  |
| 2004      | ф   | Тайны прошлого                          | House of D                          | Томми                                 |
| 2004—2006 | с   | Доктор Хафф                             | англ. Huff                          | Берд Хаффштодт                        |
| 2005      | ф   | Жестокие люди                           | Fierce People                       | Финн Эрл                              |
| 2006      | ф   | Альфа Дог                               | Alpha Dog                           | Зак Мазурски                          |
| 2006      | с   | Мыслить как преступник                  | Criminal Minds                      | Нейтан Харрис                         |
| 2007      | ф   | Проделки в колледже                     | Charlie Bartlett                    | Чарли Бартлет                         |
| 2008      | ф   | На полпути в никуда                     | англ. Middle of Nowhere             | Дориан Шпитц                          |
| 2009      | ф   | Нью-Йорк, я люблю тебя                  | New York, I Love You                | Мальчик в парке                       |
| 2009      | ф   | Звёздный путь                           | Star Trek                           | Павел Чехов                           |
| 2009      | ф   | Терминатор: Да придёт спаситель         | Terminator Salvation                | Кайл Риз                              |
| 2010      | ф   | Мемуары подростка, страдающего амнезией | англ. Memoirs of a Teenage Amnesiac | Эйс Цукерман                          |
| 2011      | ф   | Ты и я                                  | You and I                           | Эдвард Никитин                        |
| 2011      | ф   | Бобёр                                   | The Beaver                          | Портер Блэк                           |
| 2011      | ф   | Как сумасшедший                         | Like Crazy                          | Джейкоб                               |
| 2011      | ф   | Смурфики                                | The Smurfs                          | Растяпа                               |
| 2011      | ф   | Ночь страха                             | Fright Night                        | Чарли Брюстер                         |
| 2012      | ф   | Пираты! Банда неудачников               | The Pirates! Band of Misfits        | Пират-альбинос                        |
| 2013      | ф   | Странный Томас                          | Odd Thomas                          | Одд Томас                             |
| 2013      | ф   | Стартрек: Возмездие                     | Star Trek Into Darkness             | Павел Чехов                           |
| 2013      | ф   | Выживут только любовники                | Only Lovers Left Alive              | Иэн                                   |
| 2013      | ф   | Смурфики 2                              | The Smurfs 2                        | Растяпа                               |
| 2014      | ф   | Моя девушка — зомби                     | англ. Burying the Ex                | Макс                                  |
| 2014      | ф   | С 5 до 7. Время любовников              | 5 to 7                              | Брайан                                |
| 2014      | ф   | Неуправляемый                           | Rudderless                          | Квентин                               |
| 2014      | ф   | Цимбелин                                | Cymbeline                           | Клотен                                |
| 2014      | ф   | Умирающий свет                          | Dying of the Light                  | Милтон Шульц                          |
| 2015      | ф   | Экспериментатор                         | Experimenter                        | Электрик                              |
| 2015      | ф   | Неровная земля                          | The Driftless Area                  | Пьер                                  |
| 2015      | ф   | Зелёная комната                         | Green Room                          | Пэт                                   |
| 2016      | ф   | Стартрек: Бесконечность                 | Star Trek Beyond                    | Павел Чехов                           |
| 2016      | ф   | Нам здесь не место                      | англ. We Don’t Belong Here          | Максвелл Грин                         |
| 2016—2017 | мс  | Охотники на троллей: Истории Аркадии    | Trollhunters: Tales of Arcadia      | Джим Лейк-мл.                         |
| 2016      | ф   | Порто                                   | Porto                               | Джейк Климан                          |
| 2017      | ф   | Чистокровные                            | Thoroughbreds                       | Тим                                   |
| 2017      | ф   | Вспомнить заново                        | Rememory                            | Тодд                                  |
| 2019      | док | С любовью, Антоша                       | Love Antosha                        | в роли самого себя (хроника и архивы) |